# Sinagoga de Zarzis
La Sinagoga de Zarzis (en árabe: كنيس جرجيس) se encuentra en la ciudad costera de Zarzis, en el país africano de Túnez. Fue construida en torno a 1900, cuando la comunidad judía de Zarzis alcanzaba aproximadamente los 1,000 integrantes. Un incendio provocado en 1982 por nacionalistas árabes después de la masacre que sufrió el pueblo palestino en los campos de refugiados de Sabra y Shatila por parte de milicianos libaneses, dejó la sinagoga y los rollos de la Torá totalmente destruidos. Posteriormente dicho templo y lugar de culto y oración, fue reconstruido, y es utilizado actualmente por los 100 habitantes judíos que viven en la ciudad.